# Твін-Лейкс (Нью-Мексико)
Твін-Лейкс (англ. Twin Lakes) також Ценахадзо, Баацла (навахо Tsénáhádzoh, Bááhaztł’ah)— переписна місцевість (CDP) в США, в окрузі Маккінлі штату Нью-Мексико. Населення — 1004 особи (2020).

## Географія
Твін-Лейкс розташований за координатами 35°41′0″ пн. ш. 108°46′15″ зх. д. / 35.68333° пн. ш. 108.77083° зх. д. (35.683352, -108.770905).  За даними Бюро перепису населення США в 2010 році переписна місцевість мала площу 23,36 км², уся площа — суходіл.

## Демографія
Згідно з переписом 2010 року, у переписній місцевості мешкали 1052 особи в 286 домогосподарствах у складі 221 родини. Густота населення становила 45 осіб/км².  Було 330 помешкань (14/км²).
Расовий склад населення:
| - 98,8 % — корінних американців - 0,4 % — білих |

До двох чи більше рас належало 0,8 %. Частка іспаномовних становила 1,0 % від усіх жителів.
За віковим діапазоном населення розподілялося таким чином: 30,4 % — особи молодші 18 років, 61,4 % — особи у віці 18—64 років, 8,2 % — особи у віці 65 років та старші. Медіана віку мешканця становила 29,9 року. На 100 осіб жіночої статі у переписній місцевості припадало 95,5 чоловіків;  на 100 жінок у віці від 18 років та старших — 90,6 чоловіків також старших 18 років.
Середній дохід на одне домашнє господарство  становив 25 869 доларів США (медіана — 16 563), а середній дохід на одну сім'ю — 31 475 доларів (медіана — 23 750). Медіана доходів становила 20 000 доларів для чоловіків та 33 750 доларів для жінок. За межею бідності перебувало 51,5 % осіб, у тому числі 50,9 % дітей у віці до 18 років та 39,4 % осіб у віці 65 років та старших.
Цивільне працевлаштоване населення становило 203 особи. Основні галузі зайнятості: освіта, охорона здоров'я та соціальна допомога — 28,1 %, роздрібна торгівля — 13,8 %, мистецтво, розваги та відпочинок — 9,4 %, будівництво — 9,4 %.